# Liste der Schnellstraßen in Thailand

Straßenschild

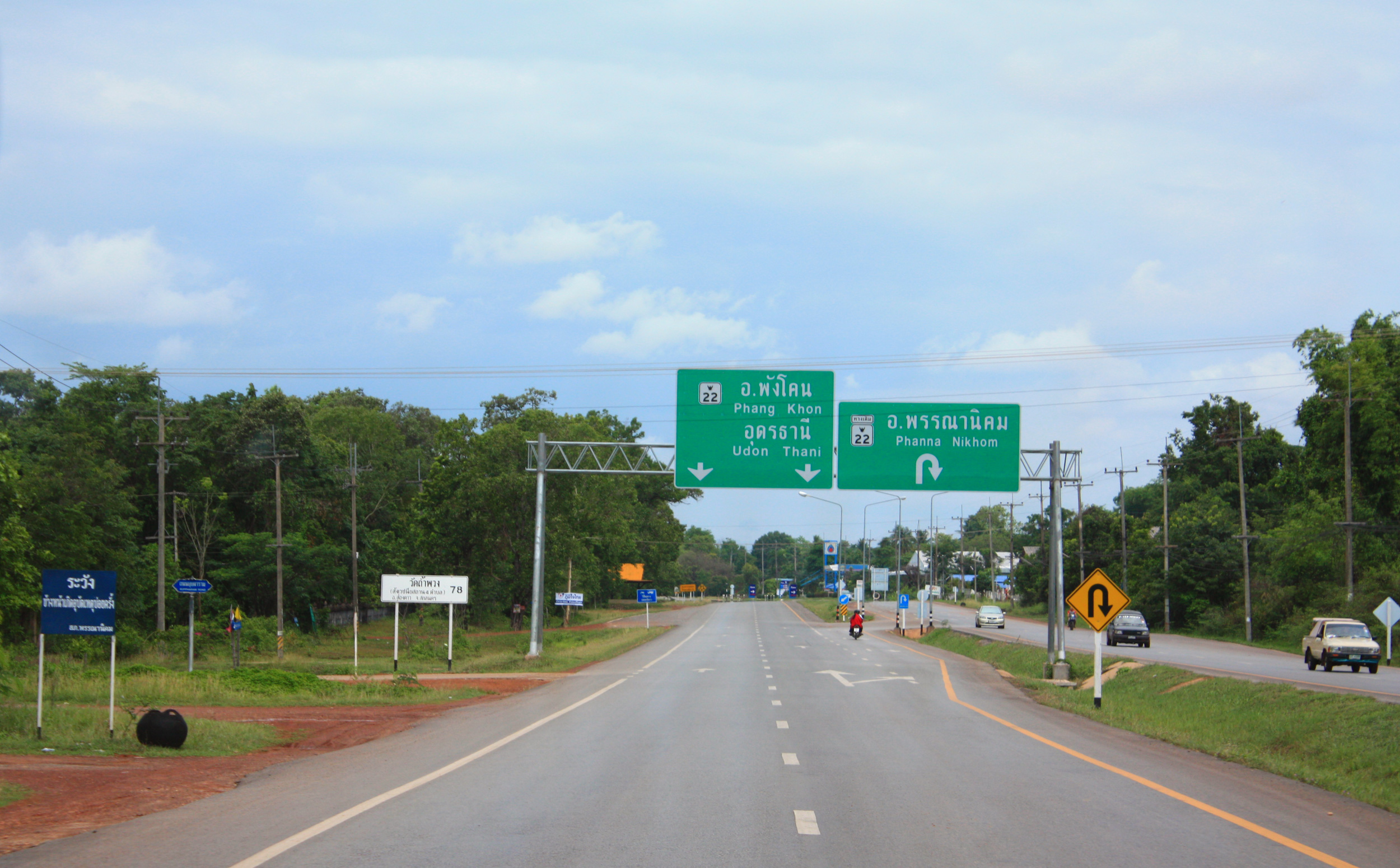
Thailändische Schnellstraße mit Halbkreiswende

Das Schild besagt, dass es voraus eine Wendemöglichkeit gibt.

Das Schnellstraßennetz in Thailand umfasst die Schnellstraßen in ganz Thailand. Verantwortlich für das Straßennetz ist sowohl das Schnellstraßen-Dezernat (im englischen Sprachgebrauch: Department of Highways, kurz DOH, Thai: กรมทางหลวง – Krom Thang Luang) und das Landstraßen-Dezernat (Department of Rural Roads, kurz: DORR, Thai: กรมทางหลวงชนบท – Krom Thang Luang Chonnabot), beide Dezernate unterstehen dem thailändischen Verkehrsministerium.
Auf den Schnellstraßen in Thailand ist der Linksverkehr vorgeschrieben.
Öffentliche Schnellstraßen (Thai: ทางหลวง – thang luang) werden auch einfach „Straßen“ (Thai: ถนนหลวง – thanon luang) genannt, besonders wenn sie durch Stadtgebiet führen. Thailands Schnellstraßen haben insgesamt eine Länge von über 60.000 Kilometern.
Die meisten thailändischen Schnellstraßen sind mehrspurig befahrbar und besitzen oft einen Seitenstreifen, hard shoulder genannt. Mehrspurige Schnellstraßen haben in regelmäßigen Abständen so genannte „U-Turns“ (Deutsch: Halbkreiswende Thai: ที่กลับรถ ausgesprochen: tii klap rot, Bedeutung: Platz Zurück Fahrzeug) und ampelgesteuerte Kreuzungen, welche den Verkehrsfluss verlangsame aber auch vereinzelt kreuzungsfrei. Diese mehrspurigen Straßen sind vergleichbar mit den in Großbritannien üblichen Single carriageway oder „Dual Carriageway“. Sie werden in Thailand auch divided highways genannt, bei dem die beiden Richtungsfahrbahnen getrennt sind. In vielen Ortsdurchfahrten und an manchen Kreuzungen gibt es parallel zu den Fahrspuren auf jeder Seite eine Nebenfahrbahn (Frontage Road).
Die Höchstgeschwindigkeit beträgt innerorts 50 km/h, außerorts 90 km/h.
Aufgrund steigender Zulassungen von Kraftfahrzeugen und einem Bedarf an Hochgeschwindigkeits-Straßen mit begrenztem Zugang fasste die thailändische Regierung im Jahr 1997 einen Kabinetts-Beschluss, in dem ein Masterplan für den Bau von Autobahnen festgelegt wurde. Darin wurden einige Abschnitte von Schnellstraßen als Autobahn Motorway bezeichnet.

## Arten von Schnellstraßen
Das Schnellstraßengesetz von 1992 (Englisch: 1992 Highway Act, Thai: พระราชบัญญัติทางหลวง พ.ศ. 2535), im Jahr 2006 als 2006 Highway Act (พระราชบัญญัติทางหลวง (ฉบับที่ 2) พ.ศ. 2549) überarbeitet, definiert die folgenden sechs Arten von Schnellstraßen in Thailand:
- Autobahn (ทางหลวงพิเศษ, tang luang piset), (Englisch: motorway) ist eine Schnellstraße für hohes Verkehrsaufkommen, welche für schnellfließenden Verkehr angelegt ist. Das DOH (Department of Highways) sorgt für den Bau, Erweiterung, Unterhalt und Reparatur.
- Nationale Schnellstraße (ทางหลวงแผ่นดิน tang luang pän din) ist eine überregionale Straße, welche Regionen, Provinzen, Landkreise und andere wichtige Orte miteinander verbindet. Auch hier sorgt das DOH (Department of Highways) für den Bau, Erweiterung, Unterhalt und Reparatur.
- Ländliche Schnellstraße (ทางหลวงชนบท, tang luang cha na bot) ist eine Schnellstraße außerhalb der Städte, deren Bau, Erweiterung, Unterhalt und Reparatur vom DRR (Department of Rural Roads) durchgeführt wird.
- Städtische Schnellstraße (ทางหลวงเทศบาล, tang luang the sa ban) ist eine städtische Schnellstraße, deren Bau, Erweiterung, Unterhalt und Reparatur von lokalen Verwaltungsorganisationen durchgeführt wird.
- Spezial Schnellstraße (ทางหลวงสุขาภิบาล, tang luang suka pi ban) ist eine Spezial Schnellstraße,
- Konzessions-Schnellstraße (ทางหลวงสัมปทาน, tang luang sam bat tan) ist eine Schnellstraße, für die einem privaten Investor eine Betriebserlaubnis der Regierung gewährt wurde. Diese wurde bisher nur zweimal gewährt: für die 14,7 Kilometer lange Schnellstraße 3246 und die 15 Kilometer lange Schnellstraße 4055. Mittlerweile sind beide Konzessionen jedoch abgelaufen.

## Durchnummerierung der Schnellstraßen
Die Nummerierung mit einstelligen Ziffern steht für die Region Thailands, in der die Straße hauptsächlich verläuft:
- Schnellstraßen, deren Nummer mit 1 beginnt, liegen in Nord-Thailand,
- Schnellstraßen, deren Nummer mit 2 beginnt, liegen in Nordost-Thailand (Isan),
- Schnellstraßen, deren Nummer mit 3 beginnt, liegen in Zentral- und Ost-Thailand sowie im nördlichen Teil von Süd-Thailand,
- Schnellstraßen, deren Nummer mit 4 beginnt, liegen in Süd-Thailand.

### Anzahl der Ziffern
Eine Nummerierung mit nur einer einstelligen Ziffer steht für eine wichtige Schnellstraße, die Bangkok mit den anderen vier Regionen verbindet:
- Route 1 (Thanon Phahonyothin), Nord-Thailand,
- Route 2 (Thanon Mittraphap), Nordost-Thailand,
- Route 3 (Thanon Sukhumvit), Ost-Thailand,
- Route 4 (Thanon Phetkasem), Süd-Thailand.

Eine zweistellige Ziffer steht für eine größere Schnellstraße in den einzelnen Regionen. Zum Beispiel ist die Thailand Route 22 die Hauptverbindung im Nordosten, die die Provinz Udon Thani mit der Provinz Nakhon Phanom verbindet.
Eine dreistellige Ziffer steht für eine untergeordnete Schnellstraße. Beispielsweise ist die Route 202 eine Straße im Nordosten, die Chaiyaphum und Khemarat verbindet; Route 314 eine Straße in der Zentralregion zwischen Bang Pakong und Cha Choeng Sao.
Eine vierstellige Ziffer steht für Straßen innerhalb einer Provinz, die entweder die Provinzhauptstadt mit den anderen Landkreisen verbindet oder Straßen zu wichtigen Orten der Provinz. Beispielsweise ist die Route 1001 eine Schnellstraße in der Nordregion, die von der Abzweigung von der Route 11 zum Amphoe Phrao führt; Route 4006 ist eine Straße in der Südregion, die zwischen der Abzweigung von der Route 4 (Ratchakrut) und Lang Suan verläuft.

## Ausgewählte Schnellstraßen der einzelnen Regionen

### Nord-Thailand

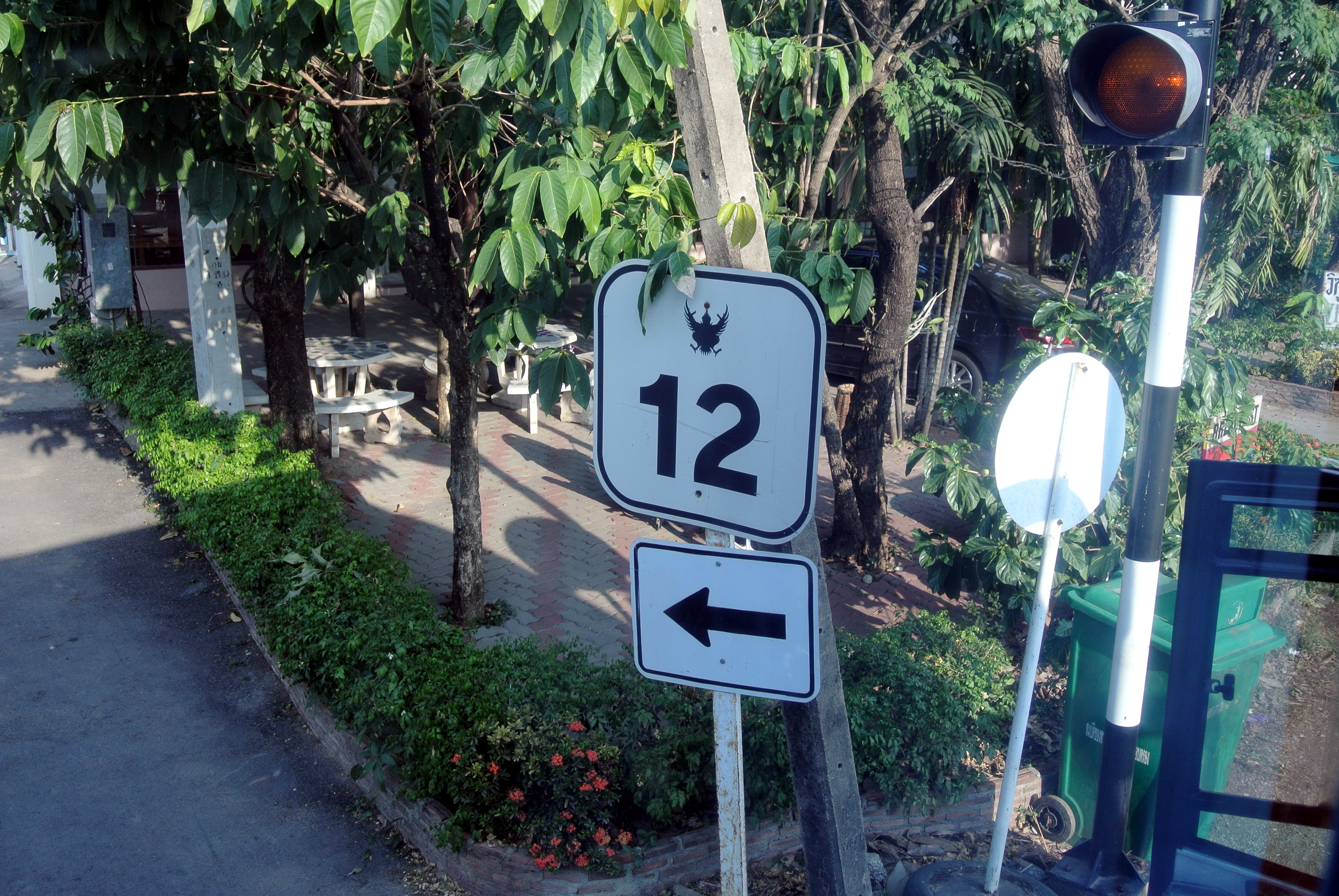
Schild auf Nationalstraße 12

- Route 1 (Phahon Yothin Road, ถนนพหลโยธิน): Bangkok – Chiang Rai – Mae Sai (Grenze nach Myanmar)
- Route 11 : Amphoe In Buri, Provinz Sing Buri – Chiang Mai
- Route 12 : Tak – Phitsanulok – Khon Kaen und führt weiter in den Nordosten Thailands und ersetzt die Route 2042: Somdet – Kalasin – Mukdahan – Zweite Thailändisch-Laotische Freundschaftsbrücke
- Route 101 : Kamphaeng Phet – Nan
- Route 102 : Amphoe Si Satchanalai, Provinz Sukhothai – Uttaradit
- Route 103 : Amphoe Rong Kwang, Provinz Phrae – Amphoe Ngao, Provinz Lampang
- Route 104 : Amphoe Kosamphi Nakhon, Provinz Kamphaeng Phet – Tak
- Route 105 : Tak – Amphoe Mae Sariang, Provinz Mae Hong Son
- Route 106 : Amphoe Thoen, Provinz Lampang – Chiang Mai
- Route 107 : Chiang Mai – Amphoe Mae Ai, Provinz Chiang Mai
- Route 108 : Chiang Mai – Mae Hong Son
- Route 109 : Amphoe Fang, Provinz Chiang Mai – Amphoe Mae Suai, Provinz Chiang Rai
- Route 110 : Chiang Rai – Amphoe Mae Sai, Provinz Chiang Rai (heute ersetzt durch Thanon Phahonyothin)
- Route 111 : Phichit –  Amphoe Sak Lek, Provinz Phichit
- Route 112 (heute ersetzt durch Thailand Route 11)
- Route 113 : Phichit – Phetchabun
- Route 114 : Lamphun innerstädtische Schnellstraße
- Route 115 : Kamphaeng Phet – Phichit
- Route 116
- Route 117 : Nakhon Sawan – Phitsanulok
- Route 118
- Route 119
- Route 120
- Route 121 : Umgehungsstraße von Chiang Mai
- Route 122 : Umgehungsstraße von Nakhon Sawan
- Route 123 : Umgehungsstraße von Mae Sai
- Route 125 : Umgehungsstraße von Sukhothai
- Route 126 : Umgehungsstraße von Phitsanulok

### Nordost-Thailand
- Route 2 (Mittraphap Road, ถนนมิตรภาพ) : Provinz Saraburi–Provinz Nong Khai–Erste Thailändisch-Laotische Freundschaftsbrücke.
- Route 21 (Khotchaseni Road, ถนนคชเสนีย์) : Provinz Saraburi–Provinz Phetchabun–Provinz Loei.
- Route 22 (Nittayo Road, ถนนนิตโย) : Provinz Udon Thani–Provinz Sakon Nakhon–Provinz Nakhon Phanom.
- Route 23 (Chaeng Sanit Road, ถนนแจ้งสนิท) : Amphoe Ban Phai, Provinz Khon Kaen–Provinz Ubon Ratchathani.
- Route 24 (Sathonlamak Road, ถนนสถลมารค) : Provinz Nakhon Ratchasima–Provinz Ubon Ratchathani.
- Route 201 : Amphoe Sikhio, Provinz Nakhon Ratchasima–Amphoe Chiang Khan, Provinz Loei
- Route 202 (Arunprasert Road, ถนนอรุณประเสริฐ) : Provinz Chaiyaphum–Amphoe Khemarat, Provinz Ubon Ratchathani
- Route 203 : Amphoe Lom Sak, Provinz Phetchabun–Provinz Loei
- Route 204 (Amphoe Mueang Nakhon Ratchasima-Umgehungsstraße)
- Route 205 (Suranarai Road, ถนนสุรนารายณ์) : Provinz Lop Buri–Provinz Nakhon Ratchasima.
- Route 207 : Amphoe Phon, Provinz Khon Kaen-Amphoe Non Daeng, Provinz Nakhon Ratchasima via Amphoe Ban Mai Chaiyaphot, Provinz Buriram.
- Route 208 : Provinz Maha Sarakham-Provinz Khon Kaen (Tambon Tha Phra).
- Route 209 : Provinz Khon Kaen-Amphoe Yang Talat, Provinz Kalasin
- Route 210 : Amphoe Wang Saphung, Provinz Loei–Provinz Udon Thani (Amphoe Mueang Udon Thani-Umgehungsstraße)
- Route 211 : Amphoe Chiang Khan, Provinz Loei–Provinz Nong Khai
- Route 212 (Chayanggoon Road, ถนนชยางกูร) : Provinz Nong Khai–Provinz Ubon Ratchathani
- Route 213 (Thinanon Road, ถนนถีนานนท์):  Provinz Maha Sarakham–Provinz Sakon Nakhon
- Route 214 : Provinz Kalasin–Chong Chom, Amphoe Kap Choeng, Provinz Surin
- Route 215 : Provinz Roi Et–Amphoe Tha Tum, Provinz Surin
- Route 217 (Sathit Nimankan Road, ถนนสถิตย์นิมากาล): Amphoe Warin Chamrap-Amphoe Sirindhorn (Provinz Ubon Ratchathani)
- Route 218 : Amphoe Mueang Buriram-Amphoe Nang Rong (Provinz Buri Ram)
- Route 219 : Amphoe Borabue, Provinz Maha Sarakham-Amphoe Ban Kruat, Provinz Buriram
- Route 222 : Amphoe Phang Khon, Provinz Sakon Nakhon-Amphoe Bueng Kan
- Route 223 : Provinz Sakon Nakhon-Amphoe That Phanom, Provinz Nakhon Phanom
- Route 224 : Provinz Nakhon Ratchasima–Amphoe Kap Choeng, Provinz Surin
- Route 225 :  Provinz Chaiyaphum, Provinz Phetchabun, Provinz Nakhon Sawan
- Route 226 : Provinz Nakhon Ratchasima–Provinz Ubon Ratchathani
- Route 227 : Provinz Kalasin-Amphoe Phang Khon, Provinz Sakon Nakhon
- Route 228 : Amphoe Chum Phae, Provinz Khon Kaen–Amphoe Mueang Nongbua Lamphu
- Route 229 : Amphoe Kaeng Khro, Provinz Chaiyaphum–Amphoe Mancha Khiri, Provinz Khon Kaen
- Route 230 (Amphoe Mueang Khon Kaen-Umgehungsstraße)
- Route 231 (Amphoe Mueang Ubon Ratchathani-Umgehungsstraße)
- Route 232 (Amphoe Mueang Roi Et-Umgehungsstraße)
- Route 238 (Amphoe Mueang Mukdahan-Umgehungsstraße)
- Route 239 (Amphoe Mueang Mukdahan-Zweite Thailändisch-Laotische Freundschaftsbrücke)
- Route 244 (Amphoe Mueang Bueng Kan-Fünfte Thailändisch-Laotische Freundschaftsbrücke)
- Route 290 (Amphoe Mueang Nakhon Ratchasima-Umgehungsstraße)

### Zentral-Thailand einschließlich Ostregion

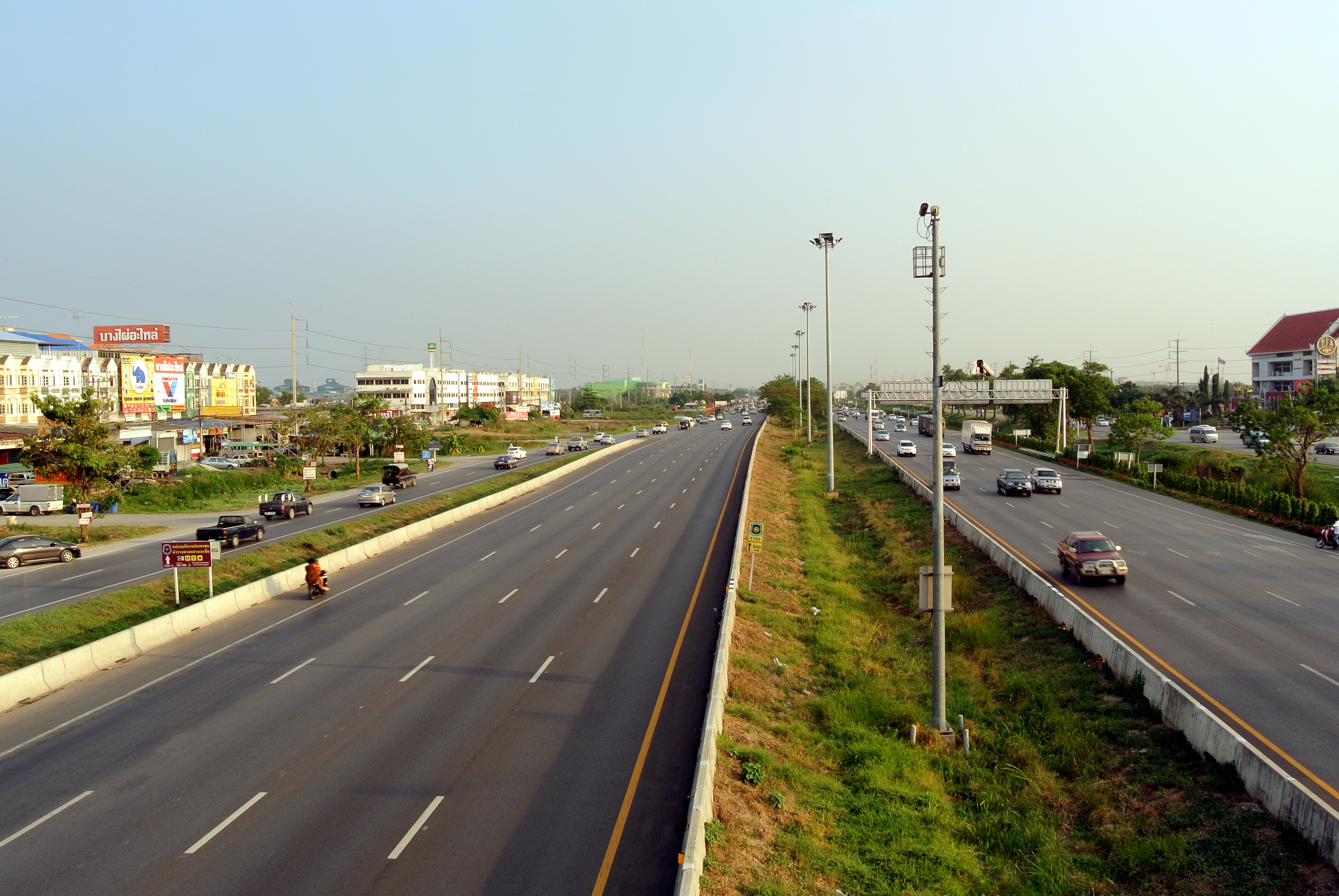
AH1, AH2 und Thailand Route 32 in Ayutthaya

- Route 3 (Sukhumvit Road, ถนน สุขุมวิท): Bangkok–Provinz Trat (Grenze nach Kambodscha)
- Route 31 (Vibhavadi Rangsit Road): Bangkok–Provinz Pathum Thani
- Route 32 Provinz Phra Nakhon Si Ayutthaya–Provinz Nakhon Sawan
- Route 33 (Suwannason Road, ถนนสุวรรณศร) : Provinz Saraburi–Provinz Sa Kaeo (Grenze nach Kambodscha)
- Route 34 (Bang Na Expressway): Bangkok–Provinz Chachoengsao
- Route 35 (Rama II Road, ถนนพระราม 2) : Bangkok–Provinz Phetchaburi
- Route 36 : Pattaya–Rayong
- Route 304 : Pak Kret–Provinz Nakhon Ratchasima
- Route 305 : Rangsit–Provinz Nakhon Nayok
- Route 323 (Thanon Saengchuto): Amphoe Ban Pong – Provinz Ratchaburi – Drei-Pagoden-Pass Amphoe Sangkhla Buri (Provinz Kanchanaburi)
- Route 3278 (Seri Thai Road, ถนนเสรีไทย) : Min Buri-Bang Kapi (Bangkok)
- Route 3312 (Lam Luk Ka Road, ถนนลำลูกกา) : Rangsit-Amphoe Lam Luk Ka (Provinz Pathum Thani)

### Süd-Thailand
- Route 4 (Phetkasem Road, ถนน เพชรเกษม) : Bangkok–Sadao via Hat Yai (Grenze nach Malaysia)
- Route 41 : Provinz Chumphon–Provinz Phatthalung
- Route 42 : Provinz Songkhla–Provinz Narathiwat
- Route 43 : Provinz Songkhla–Provinz Pattani
- Route 44 : Provinz Krabi–Provinz Surat Thani
- Route 401 : Provinz Phang Nga–Provinz Nakhon
Si Thammarat.
- Route 410 :(Pattani-Betong-Highway) Pattani–Yala–Betong (Grenze nach Malaysia)
- Route 4012 : eine kurze Verbindung zwischen Ban Tha Pae und Amphoe Mueang Nakhon Si Thammarat
- Route 4054 (Padang Besar-Sadao Highway) : Padang Besar–Sadao
- Route 4184 (Wang Prachan Road) (Amphoe Sadao)

## Straßenschilder des Department of Highways
Straßenschilder des DOH für öffentliche Schnellstraßen (ทางหลวง, thang luang) sind quadratisch mit schwarzen Ziffern auf weißem Grund. Oberhalb der Straßen-Nummer steht ein königlicher Garuda (ครุฑ – khrut).
Straßenschilder am Anfang einer Straße zeigen die Nummer der jeweiligen Straße mit ihrem Namen. Sie sind rechteckig, in schwarzer Schrift auf weißem Grund, und befinden sich meist unterhalb des quadratischen Schildes.
Umgehungsstraßen um Stadtzentren zeigen auf einem rechteckigen weißen Schild die Bezeichnung „Umgehungsstraße“ in thailändischer Schrift (เลี่ยงเมือง), manchmal gibt es auch eine englischsprachige Bezeichnung.

## Straßenschilder des Department of Rural Roads
Landstraßen des DORR halten das oben geschilderte regionale Nummerierungssystem nicht ein. Straßenschilder können zum Beispiel in goldener Schrift auf hellblauem Grund dargestellt sein, mit einem zweistelligen Kürzel der jeweiligen Provinz und der Straßennummer.
Die Landstraßen in Thailand sind etwa 35.000 Kilometer lang, davon sind etwa 82 % asphaltiert. Das Landstraßen-Dezernat (Department of Rural Roads) des thailändischen Verkehrsministeriums sorgt für den Instandhaltung aller Landstraßen in Thailand.

## Kartenmaterial
- ThinkNet: Road Map of Thailand. MapMagic CD + Paper Map. Multi-Purposes Bilingual Mapping Software, Bangkok, 2008 edition.
- ThinkNet: Road Map of Thailand. MapMagic Online
- GIS

Armenien |
Aserbaidschan |
Bahrain |
Bangladesch |
Bhutan |
Brunei Darussalam |
China |
Georgien |
Indien |
Indonesien |
Irak |
Iran |
Israel |
Japan |
Jemen |
Jordanien |
Kambodscha |
Kasachstan |
Katar |
Kirgisistan |
Kuwait |
Laos |
Libanon |
Malaysia |
Malediven |
Mongolei |
Myanmar |
Nepal |
Oman |
Nordkorea |
Osttimor |
Pakistan |
Philippinen |
Russland |
Saudi-Arabien |
Singapur |
Sri Lanka |
Südkorea |
Syrien |
Tadschikistan |
Thailand |
Turkmenistan |
Türkei |
Usbekistan |
Vereinigte Arabische Emirate |
Vietnam |
Zypern
Liste der Fernstraßen der Staaten von:

Afrika |
Asien |
Australien und Ozeanien |
Europa |
Nordamerika |
Südamerika